# Sibberön (naturreservat)
Sibberön är ett naturreservat i Kristinehamns kommun i Värmlands län.
Området är naturskyddat sedan 1979 och är 95 hektar stort. Reservatet omfattar tre större öar, Sibberön, Köjan och Kalvön samt några mindre holmar och skär  i östra Vänern. Landområdet är bevuxet med främst tall men också björk och gran. 